# Іштван Прібой
Іштван Прібой (угор. István Priboj, 2 травня 1894 — 27 жовтня 1957, Жиліна) — угорський футболіст, що грав на позиції нападника. По завершенні ігрової кар'єри — тренер.
Виступав, зокрема, за клуб «Уйпешт», а також національну збірну Угорщини.

## Клубна кар'єра
У дорослому футболі дебютував 1913 року виступами за команду клубу «Уйпешт». Грав у команді до 1923 року, ставши одним з її бомбардирів. За цей час двічі став срібним призером чемпіонату Угорщини у 1921 і 1923 роках і двічі грав у фіналах кубка Угорщини у 1922 і 1923. У 1923 році також здобув звання найкращого бомбардира чемпіонату з результатом у 25 м'ячів.
По завершенні сезону 1922/23 перейшов до команди «Братислава». Посеред сезону 1924/25 повернувся до команди «Уйпешт». 
Також грав складі команд «Спарта» (Прага) та «Слован». Завершив професійну ігрову кар'єру у клубі «Жиліна», за команду якого виступав протягом 1931—1934 років.

## Виступи за збірну
1919 року дебютував в офіційних матчах у складі національної збірної Угорщини у грі зі збірною Австрії (0:2). Протягом кар'єри у національній команді, яка тривала 7 років, провів у формі головної команди країни 6 матчів, забивши 3 голи.
Виступаючи у Словаччині, грав за збірну Братислави. Зокрема, відзначився забитим голом у матчі зі збірною Відня в 1930 році в матчі, що завершився нічийним результатом 3:3.

## Кар'єра тренера
Розпочав тренерську кар'єру, ще продовжуючи грати на полі, 1931 року, очоливши тренерський штаб клубу «Жиліна».
1935 року став головним тренером команди «Жиліна», тренував команду з Жиліни два роки.
Останнім місцем тренерської роботи був клуб Словаччина, головним тренером команди якого Іштван Прібой був з 1940 по 1941 рік.
Помер 27 жовтня 1957 року на 64-му році життя у місті Жиліна.
| Дата       | Місто    | Господарі | Результат | Гості    | Турнір           | Голи | Примітки |
| ---------- | -------- | --------- | --------- | -------- | ---------------- | ---- | -------- |
| 05/10/1919 | Відень   | Австрія   | 2 – 0     | Угорщина | товариський матч | -    |          |
| 24/04/1921 | Відень   | Австрія   | 4 – 1     | Угорщина | товариський матч | -    |          |
| 14/05/1922 | Краків   | Польща    | 0 – 3     | Угорщина | товариський матч | -    |          |
| 24/09/1922 | Відень   | Австрія   | 2 – 2     | Угорщина | товариський матч | 2    |          |
| 20/09/1925 | Будапешт | Угорщина  | 1 – 1     | Австрія  | товариський матч | 1    |          |
| 04/10/1925 | Будапешт | Угорщина  | 0 – 1     | Іспанія  | товариський матч | -    |          |
| Усього     |          | Матчів    | 6         |          | Голів            | 3    |          |